# Mapa de Bedolina

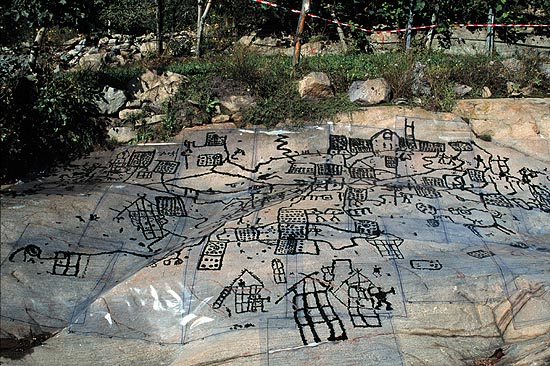
La roca del mapa de Bedolina y su trazado.

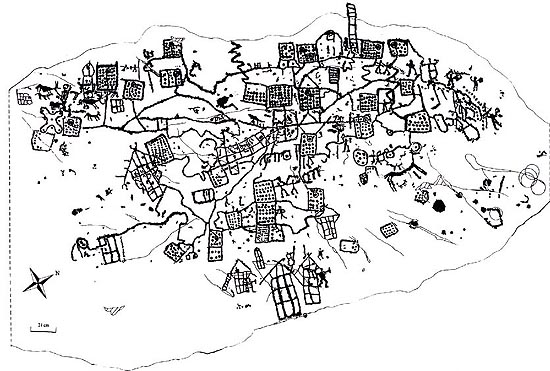
Trazado general arqueo-iconográfico del Mapa de Bedolina (1996).

La Roca 1 de Bedolina, también conocida como Mapa de Bedolina, es una famosa roca grabada de origen prehistórico que forma parte del complejo petroglifo del Valle Camonica (Alpes, lado italiano, Región de Lombardía). Está considerado uno de los más antiguos mapas topográficos, interpretado como representación de parcelas de cultivo, caminos de montaña y pueblos. La localidad de Bedolina pertenece al municipio Capo di Ponte (BS-I), próximo al villorrio de Pescarzo.  El área está incluida en el Parque Arqueológico Seradina-Bedolina, recostada en una prominente terraza en la ladera derecha del valle de Camonica, a una altitud de 530 m sobre el nivel del mar. La roca, una superficie plana de arenisca del Pérmico (Verrucano de Lombardía) pulida por un glaciar del Pleistoceno, tiene 9 m de largo y 4 m de ancho.
Consta de un total de 109 figuras talladas durante la Edad de Bronce tardía y la Edad de Hierro (1000-200 a. C.), principalmente formando los llamados patrones topográficos (cuadrados punteados y «caminos» en zigzag), además de figuras de guerreros, animales, cabañas de madera, marcas de cazoletas y una rosa Camuna.  La roca ha sido completamente documentada y estudiada por Miguel Beltrán Llorís y más recientemente por Cristina Turconi, para la Universidad de Milán. Según los estudios más recientes y el examen minucioso de figuras y superposiciones, los patrones grabados más conocidos del Mapa de Bedolina, que más se ajusta al concepto de «mapas», pertenecen probablemente a la Edad de Hierro, y más en concreto a los siglos centrales del primer milenio a. C. (siglos VI-IV a. C.).